# Мис (списание)
Ms. (на английски: Ms. [mɪz / məz / məs]) е американско феминистко списание, основано в Ню Йорк през 1971 г. и днес издавано в окръг Арлингтън (щата Вирджиния).
Това е първото национално феминистко списание в Съединените американски щати.
Започнало като вложка към сп. „Ню Йорк“ през декември 1971 г., първото му самостоятелно издание се появява с финансово подпомагане от нюйоркската редакторка Клей Фелкер още през януари 1972 г.
То е съучредено от американската феминистка и активиска Глория Стайнем и учредяващ редактор Летти Котин Поугребин, заедно с редакторите Патриция Карбине, Джоан Едгар, Нина Финкелщайн, Мари Пийкок.
От юли 1972 до 1987 г. излиза ежемесечно. През този свой разцвет през 1970-те години списанието има голяма популярност, но не помирява своите идеологически загрижености с комерсиалността. След това е отново тримесечно.
От 2001 г. списнието се издава от фондацията „Феминистко множество“ (Feminist Majority), базирана в Лос Анджелис и Арлингтън.